# Уґо Фосколо
Уґо Фосколо (італ. Ugo Foscolo; 6 лютого 1778, Закінф — 10 вересня 1827, Тернем-Грін) — італійський поет, письменник, філолог.

## Твори

### Поезія
- «До Бонапарта-визволителя» (італ. «A Bonaparte liberatore») (1797)
- «Гробниці» (італ. «I Sepolcri») (1807)

### Романи
- «Останні листи Якопо Ортіса» (італ. «Ultime lettere di Jacopo Ortis») (1802)

### П'єси
- «Фієст» (італ. «Tieste») (1797)
- «Аякс» (італ. «Aiace») (1810—1811)
- «Річчарда» (італ. Ricciarda) (1813)

## Переклади українською мовою
- Окремі поезії переклав Василь Щурат[3].
- Роман «Останні листи Якопо Ортіса» у перекладі Петра Карманського:
Фоскольо У. Останні листи Якова Ортіса. — Київ—Львів—Відень : Всесвітня Бібліотека, 1921. — 148 с.